# Șarpele și curcubeul (film)
Șarpele și curcubeul (titlu original: The Serpent and the Rainbow) este un film american din 1988 regizat de Wes Craven după o carte omonimă de Wade Davis. Rolurile principale au fost interpretate de actorii Bill Pullman, Cathy Tyson, Zakes Mokae și Paul Guilfoyle.

## Distribuție
- Bill Pullman - Dr. Dennis Alan
- Cathy Tyson - Dr. Marielle Duchamp
- Zakes Mokae - Captain Dargent Peytraud
- Paul Winfield - Lucien Celine
- Brent Jennings - Louis Mozart
- Conrad Roberts - Christophe Durand
- Aleta Mitchell - Celestine Durand
- Badja Djola - Lieutenant Gaston
- Michael Gough - Dr. Earl "Schoonie" Schoonbacher
- Paul Guilfoyle - Dr. Andrew Cassedy
- Dey Young - Deborah Cassedy
- Luis Tavare Pesquera - Kyle Cassedy
- William Newman - French Missonary Doctor
- Francis Guinan - American Doctor
- Jaime Pina Gautier - Julio, Dennis' Helicopter Pilot
- Philogen Thomas - Priest
- Evencio Mosquera Slaco - Old Shaman